# الیسلیک، بایبرت
الیسلیک، بایبرت (به لاتین: Alıçlık, Bayburt) یک منطقهٔ مسکونی در ترکیه است که در استان بایبورت واقع شده‌است.

## خصوصیات
الیسلیک ۹۷ نفر جمعیت دارد.